# Junta de Seguretat Interior de Catalunya
La Junta de Seguretat Interior de Catalunya fou un òrgan creat el setembre de 1936 fruit del pacte a què acabaven d'arribar les forces polítiques republicanes d'una banda i la CNT-FAI de l'altra. La Generalitat de Catalunya i tots els partits democràtics arribaren a aquest pacte amb la CNT-FAI per intentar pacificar la seguretat ciutadana, greument alterada des del cop d'estat del 18 de juliol per grups d'incontrolats, sota l'empara de l'organització anarcosindicalista. Aquest pacte va implicar la dissolució del Comitè Central de Milícies Antifeixistes, substituït en part per la Junta de Seguretat Interior de Catalunya. En fou nomenat secretari general el militant cenetista i faista Aurelio Fernández, mentre que d'una manera o d'una altra també hi foren presents Rafael Vidiella (PSOE) i Joaquim Olaso i Piera (PSUC), així com Tomàs Fàbregas Valls (ACR).
La Junta era formalment un òrgan de la Generalitat i, per tant, supeditat al seu govern, que assumia la supervisió de l'ordre públic a Catalunya. A la pràctica volia dir que heretava del dissolt Comitè el poder real sobre les patrulles de control obreres catalanes. Componien la Junta els delegats de les patrulles de control, de la guàrdia nacional republicana, dels partits i dels sindicats. No obstant això, cal tenir en compte que les patrulles de control eren totalment autònomes i es deixaven portar fàcilment per l'exaltació ideològica, com fou el cas dels Fets de la Fatarella: no va ser fins a l'arribada al poble del sotsecretari de la Presidència de la Generalitat Martí Rouret, acompanyat del mateix Aurelio Fernández, que es van acabar els assassinats.
Quan el 26 de març de 1937 la Generalitat ordenà la dissolució de les violentes patrulles de control, la Junta de Seguretat Interior va intentar resistir-s'hi; fins que fou dissolta després de la derrota de la CNT-FAI i el Partit Obrer d'Unificació Marxista (POUM) en els Fets de Maig, el 5 de juny de 1937.